# توقيت تايلاند

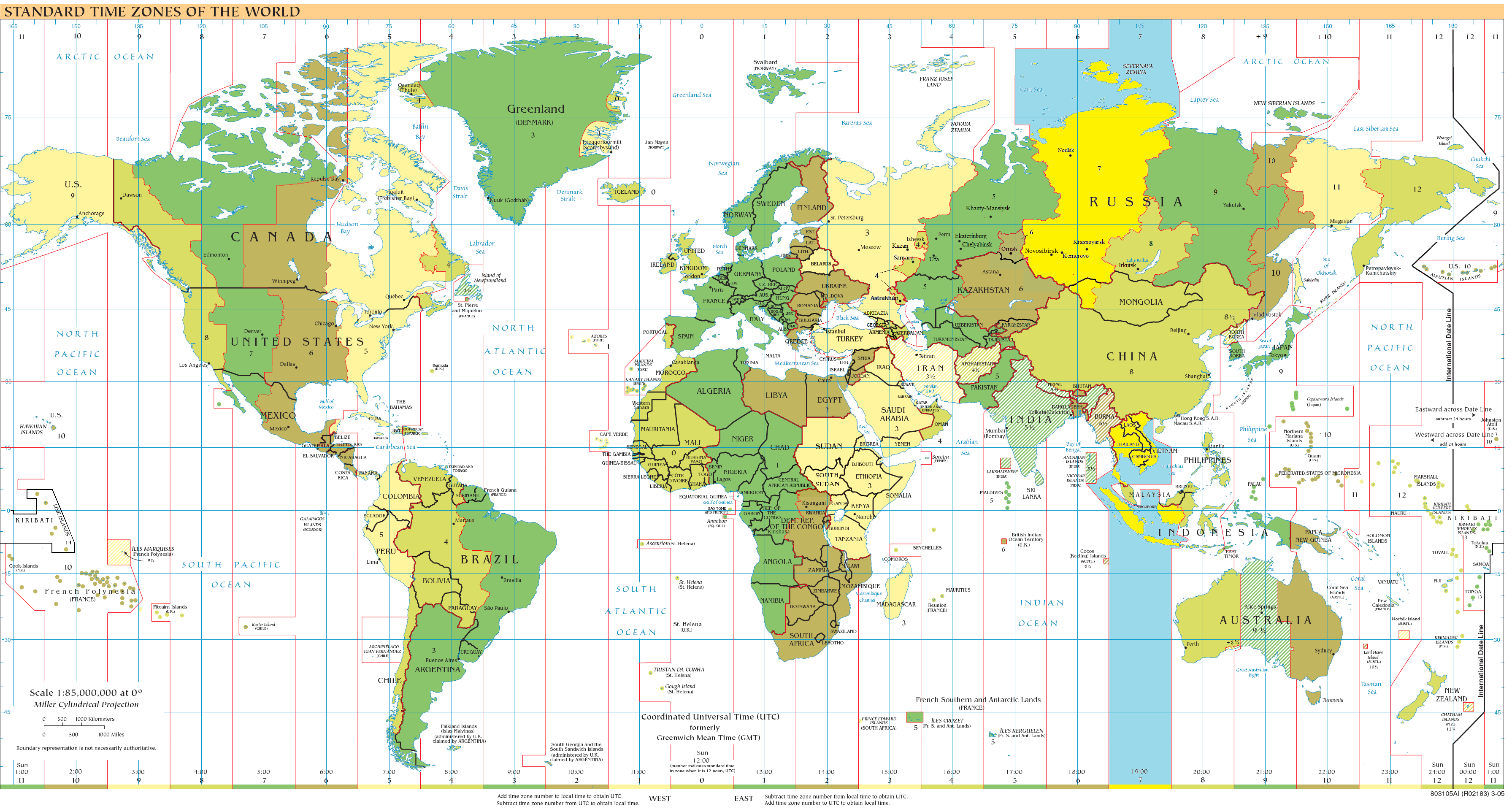
المنطقة الزمنية لتوقيت UTC+7

تايلاند تتبع UTC + 07:00، أي 7 ساعات قبل التوقيت العالمي المنسق. كان التوقيت المحلي في بانكوك في الأصل UTC+06:42:04. استخدمت تايلاند هذا الوقت المتوسط المحلي حتى عام 1920، عندما تغيرت إلى توقيت الهند الصينية، UTC + 07:00، يتم استخدام تكنولوجيا المعلومات والاتصالات على مدار السنة حيث لا تلتزم تايلاند بالتوقيت الصيفي. تشترك تايلاند في نفس المنطقة الزمنية مع فيتنام وكمبوديا ولاوس وجزيرة الكريسماس وإندونيسيا الغربية.

## التاريخ
- قبل 1 يناير 1901 اعتمدت المواقع في سيام مع مرصد فلكي متوسط التوقيت المحلي بناءً على الموقع الجغرافي للمرصد. كان لكل مقاطعة تشيانغ مي ومقاطعتين أخريين مرصد، وبالتالي، كان لكل مقاطعة متوسط الوقت المحلي المميز الخاص بها، مع وجود دقائق فرق بين المواقع الثلاثة.
- في 1 أبريل 1920 اعتمدت سيام الوقت المتوسط لخط الطول 105 شرقاً (مروراً بمقاطعة أوبون راتشاثاني) باعتباره التوقيت القياسي الجديد. متوسط وقت خط الطول 105 هو 7 قبل ساعات من توقيت غرينتش (أي، التوقيت المحلي في مرصد غرينتش الملكي).
- في يوليو 2001 أعلنت تايلاند عزمها على تحريك وقتها إلى الأمام لمدة ساعة واحدة، لتتماشى مع كل من ماليزيا وسنغافورة والأهم من ذلك مع الصين وهونغ كونغ, أي UTC + 08: 00.[2][3] قوبل هذا بالكثير من الانتقادات والمقاومة وتم سحب الخطة.

| الفترة قيد الاستخدام        | تعويض الوقت عن توقيت جرينتش | اسم الوقت (غير رسمي)      |
| --------------------------- | --------------------------- | ------------------------- |
| 1 يناير 1880 - 31 مارس 1920 | ت ع م+06:30                 | توقيت بانكوك              |
| 1 أبريل 1920 - حتى الآن     | ت ع م+07:00                 | توقيت الهند الصينية (ICT) |

## توحيد الوقت في تايلاند
أعلنت تايلاند في 16 مارس 1920 أن الناس سيحركون ساعاتهم للأمام بمقدار 17 دقيقة و 56 ثانية في 31 مارس 1920 لتتناسب مع الوقت المستخدم في جنوب شرق آسيا. تم تبديل الوقت في 1 أبريل 1920 الساعة 00:00 (الوقت القديم) إلى 00:17:56 (الوقت الجديد).

## ضابط الوقت
في 1 يناير 1990، عين مجلس الوزراء التايلاندي البحرية الملكية التايلاندية ضابط الوقت الرسمي لتايلاند. يُشتق التوقيت القياسي التايلاندي من خمس ساعات ذرية تحتفظ بها البحرية الملكية التايلاندية.